# Grupo Português dos Estudos Feministas
O Grupo Português dos Estudos Feministas (1907-1908) foi uma associação feminista liderada pela autora e jornalista Ana de Castro Osório, que agregava intelectuais, médicas, escritoras, jornalistas e, sobretudo, professoras, com o objectivo de difundir os ideais da emancipação feminina. Apesar da sua efémera existência, foi em torno deste núcleo que as principais associações e movimentos feministas em Portugal, como a Liga Republicana das Mulheres Portuguesas, a Associação de Propaganda Feminista ou o Conselho Nacional das Mulheres Portuguesas, tiveram o seu berço.

## História
Após a fundação da secção feminista da Liga Portuguesa da Paz e do comité português da associação francesa La Paix et le Désarment par les Femmes, em 1906, a escritora e activista feminista Ana de Castro Osório, juntamente com as sufragistas e irmãs maçónicas da Loja Humanidade do Grande Oriente Lusitano Unido, Adelaide Cabete, Carolina Beatriz Ângelo, Sofia Quintino e Maria Veleda, tomaram a iniciativa de criar uma associação de mulheres assumidamente feminista. O seu intuito era o de apelar à luta dos direitos das mulheres na sociedade de então, através da criação de uma biblioteca especificamente focada na propaganda feminista, contrariando a tradicional publicação de colecções românticas dirigidas às mulheres. Para tal, decidiram publicar e editar estudos destinados a instruir e educar a mulher portuguesa, a fim de esta melhor desempenhar um papel mais activo em Portugal, quer como mãe e educadora quer como trabalhadora auto-suficiente e interveniente na luta contra a desigualdade existente no país.
Em 1907, o Grupo Português dos Estudos Feministas publica então o seu primeiro folheto, onde apresentou o grupo à sociedade e a sua causa: «Nós queremos a mulher ser racionante e autónomo, queremos a mulher indivíduo, senhora do seu corpo, como da sua vontade e do seu dinheiro. Queremos a mulher livre, mas não com a aparência de liberdade que lhe dão hoje (...) Mas não é livre porque a lei a tem manietada e a considera uma eterna menor. Não é livre porque o preconceito a tem afastado de todo o trabalho útil e remunerador. Não é livre porque não pode dispor do dinheiro ganho ou herdado pessoalmente. Não é livre porque os seus próprios filhos pertencem legalmente ao pai, que em qualquer ocasião lhos pode tirar, educar longe da sua influência e afecto, casar sem o seu consentimento, e dos quais nem ao menos pode ser a tutora em igualdade de circunstâncias com o homem. Não é livre, finalmente porque é ignorante – e todo o ignorante é um escravo.».
Nos seguintes meses publicaram os seguintes textos: "A Educação Cívica da Mulher" de Ana de Castro Osório, "A História da Mulher através dos séculos, perante a Religião, a Sociedade e a Família", "A Mulher e o Código Português", "A Mulher na Burguesia", "A Mulher Educadora", "A Mulher Filha, Esposa e Mãe", "Estudos Especiais, sobre a condição da mulher em Portugal, nas diferentes províncias e regiões" e "Indústrias Caseiras e as Indústrias Femininas, o que foram, o que são e o que deverão ser", assim como textos da poetisa Beatriz Pinheiro e o livro "A Conquista" de Maria Veleda, para além de diversas outras teses e manuais relacionados com a propaganda feminista e o sufrágio.
Cessando a sua actividade associativa em finais de 1908, as militantes deste grupo integraram novos movimentos, alguns criados pelas mesmas, com uma vertente mais política, de cariz republicano mas sempre feminista, nomeadamente na Liga Republicana das Mulheres Portuguesas (LRMP), Associação de Propaganda Feminista (APF) e no Conselho Nacional das Mulheres Portuguesas (CNMP).

## Lista de Referências
1. ↑  Guinote, Paulo (2015). «Ana de Castro Osório». Faces de Eva. Estudos sobre a Mulher (33): 181–183. ISSN 0874-6885
2. ↑  Maia, Cláudia J.; Maia, Cláudia J. (2017). «Feminismo e narrativa nacional no Brasil e em Portugal». Revista Estudos Feministas. 25 (3): 1055–1071. ISSN 0104-026X. doi:10.1590/1806-9584.2017v25n3p1055
3. ↑  Esteves, João (2010). «Dos salões literários ao associativismo pacifista, feminista, maçónico, republicano e socialista». Lagos da República
4. ↑  «Folheto de apresentação do Grupo Português de Estudos Feministas». Arquivo Casa Comum. 1907
5. ↑  Esteves, João (2016). «GRUPO PORTUGUÊS DE ESTUDOS FEMINISTAS [I]». Silêncios e Memórias
6. ↑  Mariano, Fátima (2010). «Ana de Castro Osório e a causa feminista». Jornal de Notícias